# Archiearis inversa
Archiearis inversa là một loài bướm đêm trong họ Geometridae.